# Hablov
Hablov je vesnice, část obce Olšany u Prostějova v okrese Prostějov. Nachází se asi 2 km na východ od Olšan u Prostějova. V roce 2009 zde bylo evidováno 58 adres. V roce 2001 zde trvale žilo 143 obyvatel.
Hablov je také název katastrálního území o rozloze 1,07 km2.

## Historie
První písemná zmínka o obci pochází z roku 1788. Obec vznikla na pozemcích hradišťského kláštera a svůj název odvozuje od příjmení sekretáře Náboženské komise Habla. 

## Obyvatelstvo

### Struktura
Vývoj počtu obyvatel za celou obec i za jeho jednotlivé části uvádí tabulka níže, ve které se zobrazuje i příslušnost jednotlivých částí k obci či následné odtržení.
| Místní části   | Místní části | 1869 | 1880 | 1890 | 1900 | 1910 | 1921 | 1930 | 1950 | 1961 | 1970 | 1980 | 1991 | 2001 | 2011 |
| -------------- | ------------ | ---- | ---- | ---- | ---- | ---- | ---- | ---- | ---- | ---- | ---- | ---- | ---- | ---- | ---- |
| Počet obyvatel | část Hablov  | 211  | 205  | 213  | 249  | 260  | 227  | 238  | 202  | 192  | 172  | 167  | 144  | 143  | 156  |
| Počet domů     | část Hablov  | 41   | 43   | 42   | 45   | 45   | 44   | 49   | 51   | 0    | 50   | 50   | 52   | 52   | 55   |

## Pamětihodnosti
- Kaplička Nejsvětější Trojice

## Fotogalerie

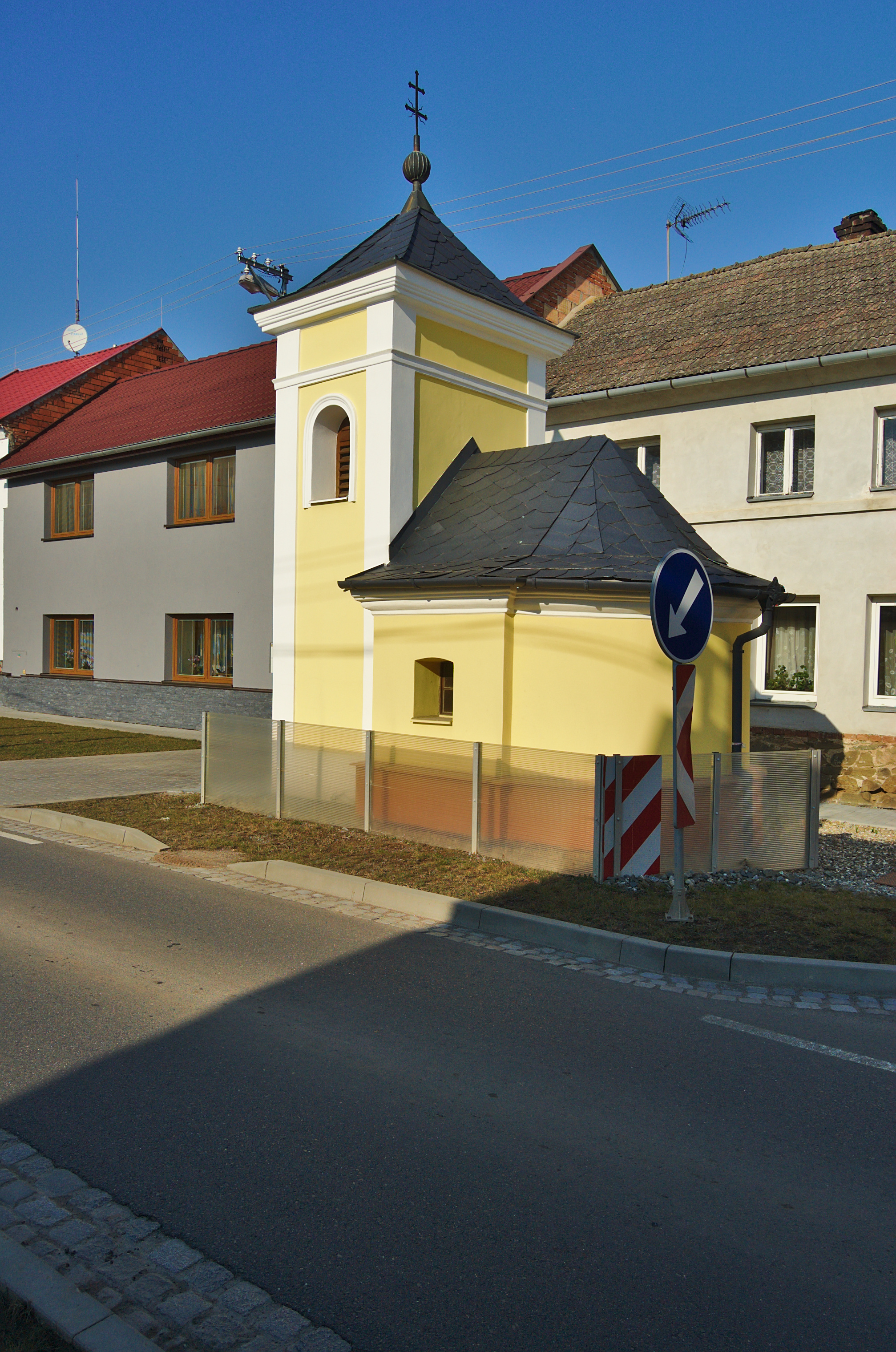
Kaplička Nejsvětější Trojice
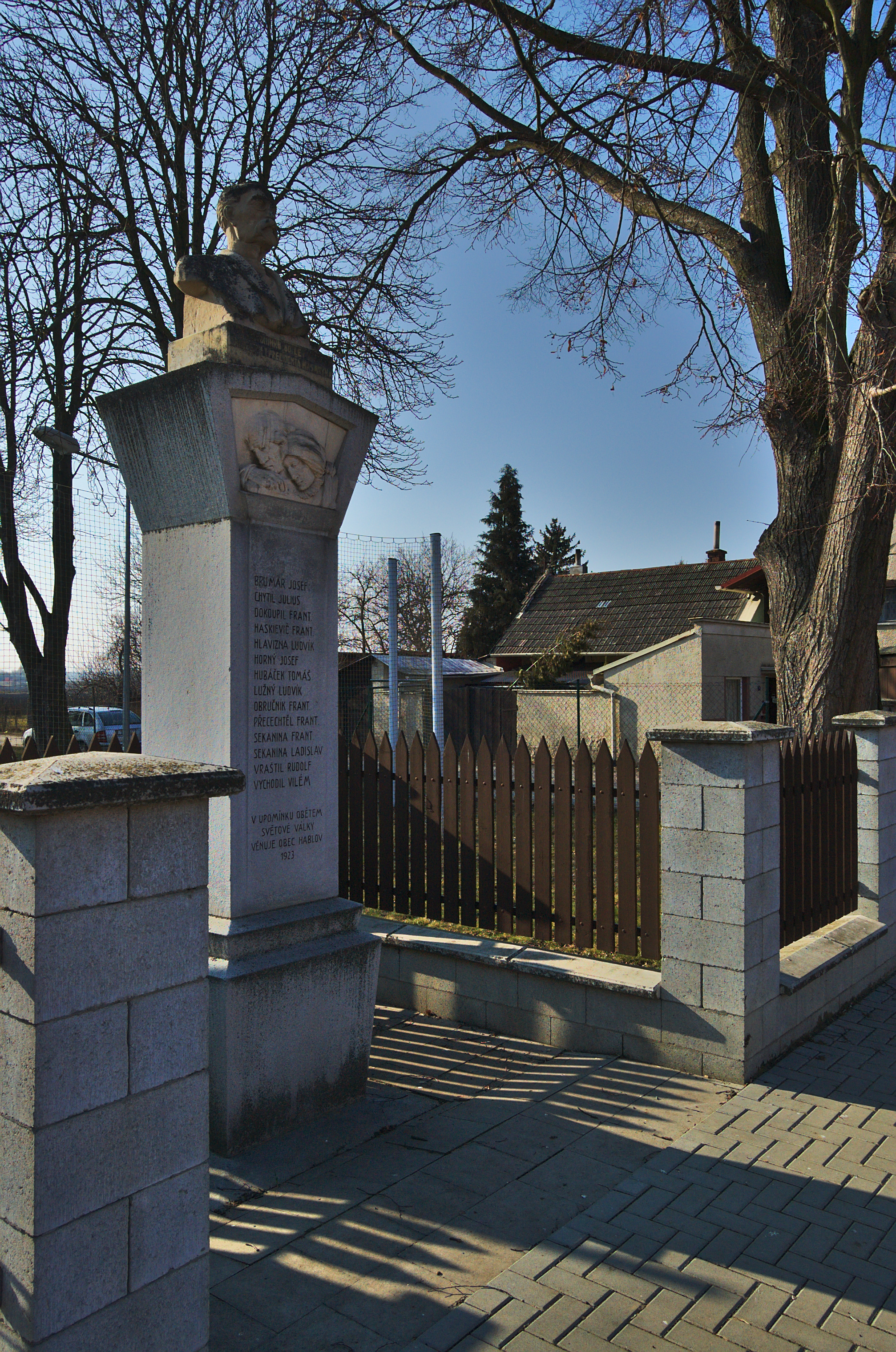
Památník obětem první světové války